# 劉一相
劉一相（1542年—1624年），字維衡，初號静所，以梦易號顷阳，山東濟南府長山縣人，民籍，明朝政治人物。

## 生平
隆慶四年（1570年）庚午科山東鄉試第七名，萬曆五年（1577年）丁丑科會試第七名，登三甲第六十三名進士。萬曆五年（1577年）任山西高平縣知縣。万历十一年八月，吏部考选得推官等官一十八员，俱堪任给事中，授南京吏科给事中。十三年二月，南京刑科给事中刘一相升陕西佥事。十四年闲住。里居四年，补茂州卫知事，升稷山知县，擢南车驾司主事。播州杨应龙叛，被荐赞画军务。升刑部员外郎，以播州功晋郎中。擢四川右参议，备兵溆泸。二十八年十一月以拾遗调简。后叙平播州功，复原职，起补贵州右参议，未至，三十四年六月调改陕西右参议，寻升按察司副使，清军理屯。以母高太安人年九十，请归终养，不允，明年以老例勒致仕。天啓四年四月十二日卒，享年八十三岁。朱延禧撰合葬《墓志铭》。

## 著作
著有《诗宿》《燕喜堂集》《顷阳子启劄》等。

## 家族
曾祖劉璽；祖父劉伯能，曾任壽官；父劉天賜。母高氏。慈侍下。兄一桂（省祭官）。弟一杰、一榅。子刘鸿训。